# José Agrusti
José Agrusti (Pigüé, 13 de septiembre de 1914 - 28 de julio de 2008) fue un escritor histórico de Argentina. Es fundador y director del semanario Nuestro Tiempo y del Foto cineclub Pigüé.

## Obra
- Mi aventura serrana (1971, edición Biblioteca Sarmiento)
- 75 aniversario de la primera conscripción Argentina; Pigüé mi pueblo (1994, edición de autor)
- Pigüé antes del año 2000
- Centenario primera conscripción Argentina en las sierras de Curá Malal (en coautoría)